# Заручини обох народів
Заручини обох націй або Взаємні гарантії Обох Націй (пол. Zaręczenie Wzajemne Obojga Narodów) — додаткові інструкції до Конституції 3 травня, підтверджені Чотирирічним сеймом 20 жовтня 1791. Призначалися для пояснення не сформульованих у Конституції умов польсько-литовської унії.

## Особливості
«Взаємні гарантії» фіксували єдність і неподільність державного утворення Польського королівства і Великого князівства Литовського в єдину країну, що мала назву Республіка Обох Націй (зазвичай — Річ Посполита).
Цей документ повинен був стати невід'ємною частиною «Pacta Conventa», і, отже, мав бути обов'язковим для виконання для короля Станіслава Августа Понятовського і всіх наступних монархів Польсько-Литовської держави. Документ підкреслював федеративний характер держави і гарантував рівність (рівне представництво в органах державного управління) обох сторін в управлінні нею.
«Гарантії» передбачали створення спільного уряду, армії та скарбниці (хоча доходи з литовських податків повинні були використовуватись в рамках Великого князівства Литовського). Литовцям була гарантована пропорційна участь у нових органах центральної влади Речі Посполитої. Військова і Скарбнича комісії Обох Народів повинні були складатися з рівної кількості представників Польщі та Литви, а в Комісії у справах поліції співвідношення було 2/3 до 1/3 відповідно. Забезпечувалася ротація польських та литовських представників на посадах голів комісій, та рівна кількість голів комісій з боку Польщі та Литви.
Цей документ фактично скасовував пункти Люблінської унії (1569), відповідно до якої стверджувався конфедеративний характер Речі Посполитої.